# Una giornata particolare
Una giornata particolare (Un día muy particular, en Argentina; Un día (muy) especial, en el resto de América; Una jornada particular, en España) es una película de 1977 del director italiano Ettore Scola. 
Galardonada con el premio Globo de Oro de 1978; con el premio César de 1977 a la mejor película extranjera; con el premio David di Donatello de 1978 a la mejor dirección y al mejor papel protagónico femenino, recibió también una nominación al Premio Oscar para Mastroianni y otra a mejor película en lengua extranjera.

## Argumento
El film narra el encuentro ocasional entre dos vecinos que no asisten al desfile en honor a Hitler del 6 de mayo de 1938 en Roma: Antonietta (Sofía Loren), un ama de casa madre de seis hijos, y Gabriele (Marcello Mastroianni), un periodista homosexual. 
Refleja con claridad la experiencia personal del fascismo, la interiorización de sus valores y fines últimos como propios; refleja el éxito del fascismo en transformar la vida privada y las prácticas cotidianas, para sumarlas a un destino común, nacional.

## Reparto
- Antonietta Tiberio: interpretada por Sophia Loren. Habitante romana de origen napolitano, perteneciente a la clase media y, aproximadamente, con cuarenta años de edad. Tiene seis hijos y es esposa de un empleado de rango medio del Ministerio de África Oriental. Es una mujer absolutamente convencida de la lealtad al partido y a las normas fascistas y, muy especialmente, es devota de Benito Mussolini. Probablemente, con ella, el director Ettore Scola busca representar el estereotipo de la mujer fascista y de la aceptación, sumisión y apego al sistema. Es una mujer poco instruida en la formalidad de un aparato educativo. Cumple diligentemente sus deberes como esposa y madre. A pesar de su entusiasmo por el sistema político y social, está desilusionada, frustrada por el poco respeto que se tiene a su persona.
- Gabriele: interpretado por Marcello Mastroianni. Exlocutor de radio de la empresa radiofónica y monopólica del Estado, EIAR (Ente Italiano per le Audizioni Radiofoniche). Lo despidieron y le retiraron la credencial del partido por ser homosexual. Por el momento, vive en un apartamento prestado, donde trabaja caligrafiando los datos de la correspondencia publicitaria de una empresa. Es un hombre originario de Viterbo, Lacio, aproximadamente de cuarenta años, clase media alta, instruido, sin ser erudito. No comparte las ideas del partido ni la forma de hacer política en la Italia de Mussolini. Se encuentra en estado depresivo por el hostigamiento a su persona con motivo de sus preferencias sexuales. Según se entiende, tiene una pareja sentimental de nombre Marco, con quien habla por teléfono y no ha visto en más de un año, porque está exiliado, condenado también por homosexualidad.
- Emanuele Tiberio: interpretado por John Vernon. Esposo de Antonietta Tiberio, aproximadamente, entre cuarenta y cinco y cincuenta años de edad, empleado de rango medio del Ministerio de África Oriental. Hombre tradicional, padre de seis hijos, muy comprometido con el régimen fascista.
- Cecilia, la portera: interpretada por Françoise Berd. Mujer, aproximadamente, entre los sesenta y cinco y los setenta años de edad. Fiel al régimen fascista y pendiente del desarrollo de la vida de los vecinos.
- Romana Tiberio: interpretada por Patrizia Basso. Hija mayor de la familia.
- Umberto Tiberio: interpretado por Vittorio Guerrieri. Hijo mayor de la familia.
- Fabio Tiberio: interpretado por Maurizio Di Paolantonio. Hijo de la familia.
- Arnaldo Tiberio: interpretado por Tiziano De Persio. Hijo de la familia.
- Littorio Tiberio: interpretado por Antonio Garibaldi. Hijo menor de la familia.
- Maria Luisa Tiberio: interpretada por Alessandra Mussolini, nieta de Benito Mussolini. Hija menor de la familia.

## Una giornata particolareen el teatro
La película se adaptó al teatro. El primer director en hacerlo fue el propio Ettore Scola en 1983. En 2013 montó la obra Massimo Alì en el teatro Cestello.
El año 2016 se representó en el Teatre La Biblioteca, de Barcelona, con dirección de Oriol Broggi y producción de La Perla 29.